# Halle Georges-Carpentier
O Halle Georges-Carpentier é uma arena esportiva indoor multiuso localizada no 13.º arrondissement de Paris, na França. A arena pode ser usada para vários eventos esportivos, incluindo: boxe, artes marciais, badminton, tênis de mesa, vôlei, handebol, esgrima, basquete e ginástica. Faz parte de um complexo desportivo que inclui ainda um ginásio e instalações de futebol, rugby e atletismo. A arena leva o nome da lenda do boxe francês Georges Carpentier e inclui uma estátua do boxeador no saguão da arena, do escultor Brennen.
A capacidade da arena quando configurada para jogos de basquete é de 5.009.

## Ligação externa
- Página oficial